# Manga Barcelona
Manga Barcelona, anciennement appelé Saló del Manga de Barcelona ou Salón del Manga de Barcelona, est un salon événementiel professionnel espagnol sur la culture populaire japonaise, qui se déroule à la Foire de Barcelone tous les ans à la fin du mois d'octobre, voire au début de mois de novembre. Il s'agit d'une manifestation culturelle consacrée aux manga, aux jeux vidéo, aux anime, mais aussi aux arts martiaux, à la mode, à la musique (J-pop, J-rock, traditionnel), au cinéma et à ses traditions. Les personnes invitées peuvent être des jeunes artistes et créateurs de contenus spécialisés dans la musique et le jeu vidéo ou aux créateurs d'anime.

Logo de l'évènement.

## Histoire
Le Saló del Manga de Barcelona a été créé en 1995, sur le modèle du Saló del Còmic (en), un salon barcelonais spécialisé dans la bande-dessinée, déjà en place depuis 1981. Une session test a été organisée dans le théâtre de Sant Andreu (ca), au nord de la ville, avec le soutien de plusieurs maisons d'éditions spécialisées, comme Norma Editorial ou même Glénat. À la suite du succès immédiat de cette session, un nouveau salon, complémentaire de celui déjà existant sur la bande-dessinée, est alors mis en chantier. Le rendez-vous devient annuel dès l'année suivante, regroupant différents fans du pays.
À l'occasion de son 25e anniversaire, le salon se renomme en Manga Barcelona.
En 2024, le festival reçoit la Médaille d'or du mérite des beaux-arts, décernée par le Ministère de l'Éducation, de la Culture et des Sports espagnol.

## Différentes activités

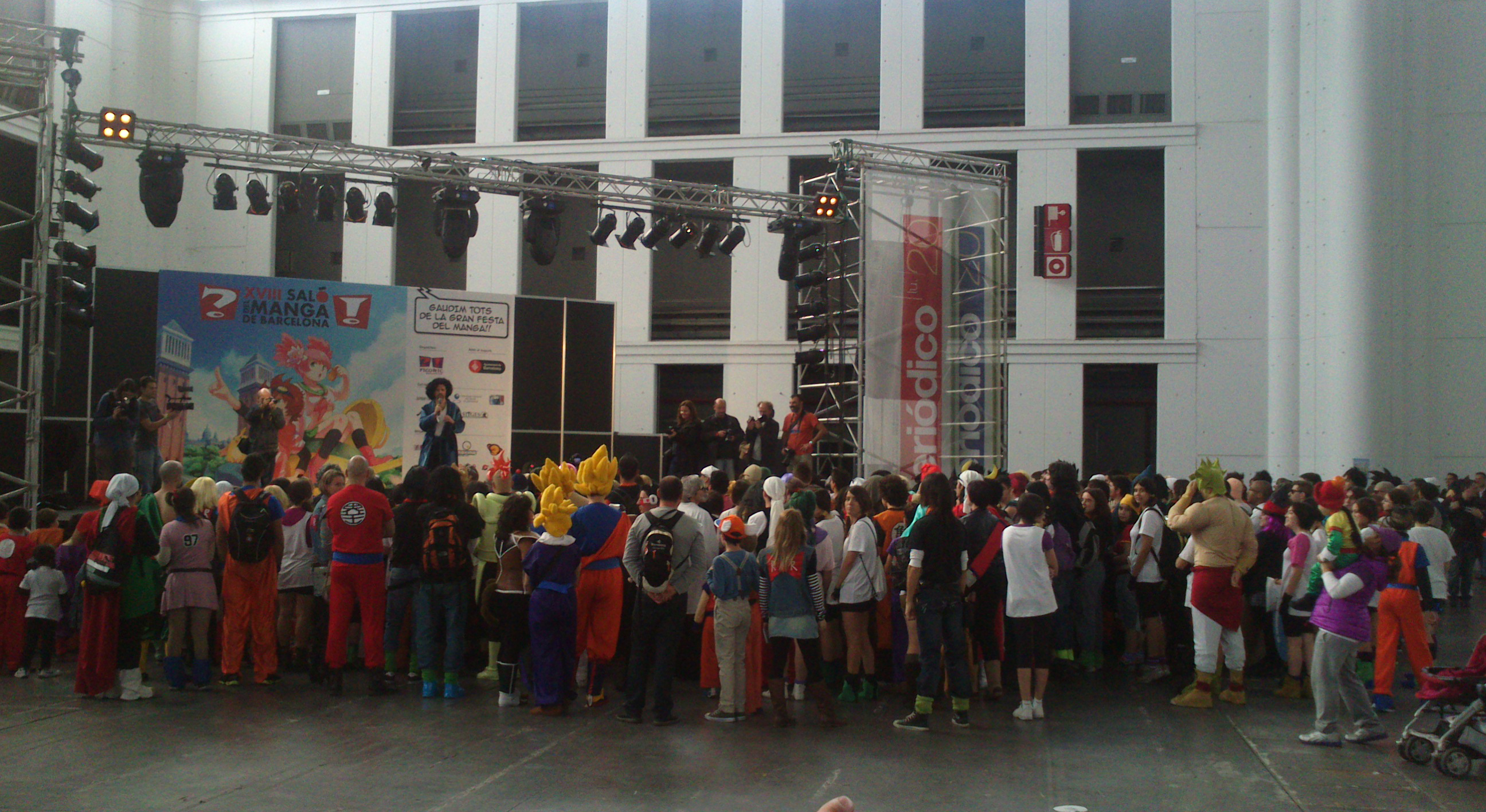
Les cosplayers de Dragon Ball se rassemblent au XVIIIe salon du manga de Barcelone.

En 2015, pour les vingt ans de l'évènement, différentes activités interactives impliquant le public sont planifiées, comme des quizz, des chasses au trésor, ou des concours de cosplay.
Au fur et à mesure des différentes éditions, de plus en plus d'aspects de la culture japonaise sont mis en avant, telle que la mode, les arts martiaux, l'écriture ou la cuisine.
Certains éditions sont thématiques, comme celle de 2019, très orientée sur l'œuvre d'Osamu Tezuka,. De nombreux mangakas sont également invités tous les ans, à l'instar de Atsushi Ōkubo. Plusieurs groupes de musique japonais se produisent également sur les différentes scènes du parc d'exposition.

## Affluence
En 1997, la troisième édition du salon regroupe déjà 7 000 visiteurs uniques. En 2011, plus de 65 000 personnes répondent présent, forçant le salon à déménager de L'Hospitalet de Llobregat à la Fira de Barcelona pour l'édition de 2012, pour accueillir plus de visiteurs. Cette édition dépasse pour la première fois la centaine de milliers de participants, avec 115 000 visiteurs uniques.
En 2019, lors de sa 25e édition, le record d'affluence est atteint, avec plus de 152 000 visiteurs.